# Michigan City (Indiana)
Michigan City es una ciudad ubicada en el condado de LaPorte en el estado estadounidense de Indiana. En el Censo de 2010 tenía una población de 31479 habitantes y una densidad poblacional de 531,84 personas por km².

## Geografía
Michigan City se encuentra ubicada en las coordenadas 41°42′45″N 86°52′34″O / 41.71250, -86.87611. Según la Oficina del Censo de los Estados Unidos, Michigan City tiene una superficie total de 59.19 km², de la cual 50.73 km² corresponden a tierra firme y (14.29%) 8.46 km² es agua.

## Demografía
Según el censo de 2010, había 31479 personas residiendo en Michigan City. La densidad de población era de 531,84 hab./km². De los 31479 habitantes, Michigan City estaba compuesto por el 64.92% blancos, el 28.13% eran afroamericanos, el 0.38% eran amerindios, el 0.73% eran asiáticos, el 0.03% eran isleños del Pacífico, el 2.08% eran de otras razas y el 3.74% pertenecían a dos o más razas. Del total de la población el 5.85% eran hispanos o latinos de cualquier raza.